# Снукер на летних Паралимпийских играх 1972
Матчи по снукеру на летних Паралимпийских играх 1972 года состояли из двух турниров среди мужчин с параличом нижних частей тела. Всего было разыграно 6 медалей.

## Результаты
| Соревнование     | Золото                      | Серебро                | Бронза                  |
| ---------------- | --------------------------- | ---------------------- | ----------------------- |
| Мужской турнир 1 | Майкл Шелтон Великобритания | Джимми Гибсон Ирландия | Арольдо Русчиони Италия |
| Мужской турнир 2 | П. Хаслэм Великобритания    | Клифф Рикард Австралия | Макгэнн Великобритания  |